# Bernard de Vesins
Bernard de Lévézou de Vezins appelé Bernard de Vesins, dit le « colonel-comte », né le 13 mars 1869 à Bourges et mort le 6 juillet 1951 à Maisoncelles-du-Maine, est un militaire, essayiste et homme politique français, militant de l'Action française.

## Biographie
Le comte Marie Joseph Pierre Bernard de Vesins est issu de la famille de Lévézou de Vezins, l'une des plus anciennes familles de la noblesse d'Aveyron, ancien boulangiste[réf. nécessaire]. Petit-fils de Jean-Aimé de Lévézou de Vezins, soldat devenu évêque, il est le fils de Marie de Forcade de La Roquette et de Victor de Lévézou de Vezins, officier d'artillerie, lieutenant-colonel. Son oncle était Ludovic de Lévezou de Vesins qui était marié à Louise Oudinot de Reggio, l'une des filles du maréchal d'Empire Nicolas-Charles Oudinot.
Il entre en 1888 à l'École polytechnique. Il est ensuite en 1890 élève à l'École d'application de l'artillerie et du génie à Fontainebleau, sous-lieutenant puis lieutenant d'artillerie au 32e régiment d'artillerie à Orléans. Il est promu capitaine en 1899. Il est ensuite stagiaire eux forges du Centre puis il est affecté au service des forges du Nord de 1900 à 1902. Il démissionne de l'armée en 1902 et devient capitaine de réserve,
.
Il épouse Camille de Gastebois, fille unique du comte Gabriel de Gastebois, en 1893.
Il est ensuite directeur jusqu'en 1906 (?) d'une usine de laminage et d'emboutissage à Courbevoie, appartenant à la Compagnie des bi-métaux de Courbevoie, fondée en 1901 et dont son beau-père est l'un des administrateurs. Il exploite de 1904 à 1919 un vignoble du Médoc, le Château Pédesclaux. Ce domaine appartenait à son beau-père, le comte de Gastebois, décédé en 1904. Il exploite ensuite un domaine de 200 hectares dans la Mayenne. Il préside aussi le syndicat de la presse hippique dans l'entre-deux-guerres, à partir de 1921.
Royaliste et catholique, il rejoint la Ligue d'Action française. Il fonde à l'été 1905 et préside la section d'AF de Versailles,. Il est le contemporain d'autres militants de l'Action française comme Marie de Roux et Eugène de Lur-Saluces. Il est aux avant-postes de la lutte menée par l'AF contre les inventaires en 1906 à la suite de la loi de séparation des Églises et de l'État de 1905. Il est condamné à deux ans de prison pour avoir résisté avec d'autres militants de l'AF le 8 février 1906 à un inventaire de l'église Saint-Symphorien à Versailles et blessé le préfet,. Il assume et revendique son acte et ses convictions catholiques lors de l'appel en mars 1906, qui confirme la peine de prison,. Vesins « campe la figure du martyr idéal » pour la propagande de l'AF. Il est libéré quelques semaines ou mois plus tard à la suite d'une loi d'amnistie et reprend ses activités de militant royaliste,.
Son épouse meurt en 1907, à 32 ans,. Il épouse ensuite Jeanne d'Erceville en 1911. Elle était alors la présidente des jeunes filles royalistes de la Mayenne.
Avec Charles Maurras, il est l’un des cofondateurs en mars 1908 du quotidien L’Action française (qui succède au mensuel la Revue d’Action française), l’organe de presse du mouvement politique de même nom,. Conférencier et propagandiste, il est aussi administrateur de L'Action française, signe quelques articles dans ce quotidien et est membre des comités directeurs de l'AF avant la Première Guerre mondiale. La section de Versailles qu'il préside accueille en 1912 le banquet de clôture du congrès de l'AF.
Comme Maurras, il contribue aussi à la fondation en 1908 de La Veillée d'Auvergne où l'on retrouve Charles de Pomairols, Pierre de Nolhac et Léon de Montesquiou.
Il est révoqué de son grade d'officier de réserve en 1910 sur une décision du ministre de la guerre pour avoir signé comme d'autres officiers de réserve membres de l'AF une lettre jugée injurieuse, adressée au ministre, le général Brun.
Durant la Première Guerre mondiale, il s'engage cependant à nouveau dans l'armée. Il est affecté comme capitaine au 8e régiment d'artillerie en août 1914 et il est envoyé au front en 1915. Il est promu commandant (chef d'escadron) d'artillerie en 1916 puis lieutenant-colonel en 1918, commandant le 228e régiment d'artillerie, est légèrement blessé en 1917 par un éclat d'obus, plusieurs fois cité et reçoit de la République la croix de guerre (1915) et la croix de la Légion d'honneur,,, alors que ni Charles Maurras ni Léon Daudet, guère plus âgés, n'ont été mobilisés. Il est promu officier de la Légion d'honneur en 1919,,. Promu colonel de réserve en 1926, il est rayé des cadres en 1933.
Bernard de Vesins est l'un des représentants du catholicisme de l'Action française. Lecteur de Blanc de Saint-Bonnet, d'Hippolyte Blanc et penseur du corporatisme, il s'est également intéressé aux questions économiques dans la perspective ouverte par René de La Tour du Pin et l'encyclique Rerum novarum. Dès 1913, il a établi une liste de militants et abonnés entrés dans les ordres.
Après la Première Guerre mondiale, en 1919, le lieutenant-colonel de Vesins, de retour à la vie civile, succède à Henri Vaugeois (mort en 1916) à la présidence de la Ligue d'Action française. Il quitte la présidence de la section de Versailles en 1920. Il mène une liste de l'AF à Paris, dans le premier secteur, lors des élections législatives de 1924, obtenant personnellement un peu plus de 9 000 voix, pour plus de 193 000 suffrages exprimés,. La même année, il alerte les catholiques dans une série d'articles publiés dans L'Action française contre les projets anticléricaux du gouvernement du Cartel des gauches,. À la suite de la publication en 1925 d'une affiche affirmant « La République, c'est la banqueroute », il est condamné en tant que président de la ligue à cinq mille francs d'amende pour atteinte au crédit de l'État,.
S'il a d'abord été prudent, il est l'un des défenseurs de Maurras après la condamnation en 1926 de l'Action Française et du mouvement royaliste par le pape Pie XI, au prix d'un déchirement intime,. En juillet 1928, une de ses filles, Gabrielle du Lac, membre de l'AF, meurt. Alors que Bernard de Vesins se trouve être excommunié à la suite de la condamnation de l'AF et que l'Église refuse les obsèques religieuses aux membres de l'AF qui refusent de se plier aux injonctions du pape, les autorités ecclésiastiques de Versailles acceptent des obsèques religieuses en l'église Saint-Symphorien et le curé affirme que la fille de Vesins s'est soumise à l'Église, ce qui provoque après la cérémonie une lettre de protestation de Vesins adressée au coadjuteur de l'évêque de Versailles,.
Bernard de Vesins démissionne de la présidence de la ligue d'Action française au début de l'année 1930 à la suite d'un conflit interne ayant entraîné l'expulsion des docteurs Paul Guérin et Henri Martin et le départ de plusieurs de leurs amis, dont François de la Motte, vice-président de la ligue et président de sa fédération de la région parisienne. Il est alors remplacé à la présidence de la ligue par l'amiral Antoine Schwerer,. L'AF considère que Vesins et d'autres anciens ligueurs ne font plus partie des organisations d'AF en juillet 1930.
Il préside ensuite l'Association des officiers de complément de France et collabore au quotidien Le Figaro en 1933-1934.
Âgé de plus de 70 ans durant la Seconde Guerre mondiale, il n'est pas inquiété lors de l'épuration malgré son soutien au régime de Vichy.

## Publications
- "Présentation", dans Joseph de Maistre, Considérations sur la France. Essai sur le principe générateur des Constitutions politiques, Paris, Nouvelle Librairie nationale, coll. « Nos maîtres », 1907.
- La Maison de France, Conférence prononcée le 15 février 1908 à Paris, Paris, Édition du Comité Tradition-Progrès, 1908.
- La Persécution religieuse. Politique d'abord !, Paris, Éditions de la Revue catholique et royaliste, [1908].
- (et al.), Comité royaliste de Montbrison, Réunion du 3 mars 1912 à Montbrison, Discours de M. le Cte de Villechaize, Mme la Mise de Mac-Mahon, M. le Cte Bernard de Vésins, M. Flachaire de Roustan. Suivi de ″Philippe VIII″, par Jules Lemaître, avec un portrait du duc d'Orléans, Montbrison, Imprimerie de J. Méchin (Comité royaliste de Montbrison. Réunion du 3 mars 1912 à Montbrison), [1912].
- La Résistance des catholiques français. Mesures à prendre, conseils pratiques, Paris, Librairie de l'Action Française, 1925.
- Introduction à l'étude des sciences sociales et économiques, Paris, Union des corporations françaises, "Les Cahiers de la corporation", [1927].
- Blanc de Saint-Bonnet, Paris, Union des corporations françaises, "Les Cahiers de la corporation", 1928.

## Distinctions
- Officier de la Légion d'honneur[51]
- Croix de guerre 1914–1918